# Поспех, Зденек
Зде́нек По́спех (чеш. Zdeněk Pospěch; 14 декабря 1978, Опава) — чешский футболист, выступал за сборную Чехии.

## Карьера

### Клубная
Воспитанник футбольных школ килешовицкого «Сокола» и «Опавы». Профессиональную карьеру начал в 1996 году в «Опаве», однако, закрепиться в составе тогда не смог, поэтому следующие несколько лет в основном выступал на правах аренды в различных клубах, периодически играя за «Опаву». В 1997 году был отдан в аренду границкой «Дукле», затем, с 1998 года, так же на правах аренды, играл за клуб «Железарны» из города Тршинец, а в 1999 году был снова отдан в аренду, на этот раз в клуб «Нова Гуть» из Остравы, в этом же городе продолжил карьеру в 2001 году, перейдя в местный «Баник», в составе которого впоследствии впервые выиграл чемпионат Чехии и Кубок Чехии. С 2005 года играл за пражскую «Спарту», вместе с которой во второй раз стал чемпионом Чехии и ещё дважды обладателем Кубка Чехии. 23 января 2008 года перешёл в датский «Копенгаген», сумма трансфера составила 1 900 000 €.
В июне 2014 года подписал контракт с «Опавой», где начинал свою футбольную карьеру. 19 августа 2016 года в матче со «Зноймо» порвал крестообразные связки правого колена и мениск.

### В сборной
В составе главной национальной сборной дебютировал 17 августа 2005 года в товарищеском матче со сборной Швеции. Был заявлен за сборную на чемпионат Европы 2008 года, но так и не вышел на поле.

## Статистика выступлений за сборную
| Матчи Зденека Поспеха за сборную Чехии | Матчи Зденека Поспеха за сборную Чехии | Матчи Зденека Поспеха за сборную Чехии | Матчи Зденека Поспеха за сборную Чехии | Матчи Зденека Поспеха за сборную Чехии | Матчи Зденека Поспеха за сборную Чехии | Матчи Зденека Поспеха за сборную Чехии |
| -------------------------------------- | -------------------------------------- | -------------------------------------- | -------------------------------------- | -------------------------------------- | -------------------------------------- | -------------------------------------- |
| №                                      | Дата                                   | Оппонент                               | Счёт                                   | Голы                                   | Соревнование                           |                                        |
| 1                                      | 17 августа 2005                        | Швеция                                 | 1:2                                    | -                                      | Товарищеский матч                      |                                        |
| 2                                      | 3 сентября 2005                        | Румыния                                | 0:2                                    | -                                      | Отборочный матч ЧМ-2006                |                                        |
| 3                                      | 17 октября 2007                        | Германия                               | 3:0                                    | -                                      | Отборочный матч ЧЕ-2008                |                                        |
| 4                                      | 17 ноября 2007                         | Словакия                               | 3:1                                    | -                                      | Отборочный матч ЧЕ-2008                |                                        |
| 5                                      | 21 ноября 2007                         | Кипр                                   | 2:0                                    | -                                      | Отборочный матч ЧЕ-2008                |                                        |
| 6                                      | 6 февраля 2008                         | Польша                                 | 0:2                                    | -                                      | Товарищеский матч                      |                                        |
| 7                                      | 26 марта 2008                          | Дания                                  | 1:1                                    | -                                      | Товарищеский матч                      |                                        |
| 8                                      | 30 мая 2008                            | Шотландия                              | 3:1                                    | -                                      | Товарищеский матч                      |                                        |
| 9                                      | 20 августа 2008                        | Алжир                                  | 2:2                                    | -                                      | Товарищеский матч                      |                                        |
| 10                                     | 10 сентября 2008                       | Северная Ирландия                      | 0:0                                    | -                                      | Отборочный матч ЧМ-2010                |                                        |
| 11                                     | 11 октября 2008                        | Польша                                 | 1:2                                    | -                                      | Отборочный матч ЧМ-2010                |                                        |
| 12                                     | 15 октября 2008                        | Словения                               | 1:0                                    | -                                      | Отборочный матч ЧМ-2010                |                                        |
| 13                                     | 19 ноября 2008                         | Сан-Марино                             | 3:0                                    | 1                                      | Отборочный матч ЧМ-2010                |                                        |
| 14                                     | 11 февраля 2009                        | Марокко                                | 0:0                                    | -                                      | Товарищеский матч                      |                                        |
| 15                                     | 1 апреля 2009                          | Словакия                               | 1:2                                    | -                                      | Отборочный матч ЧМ-2010                |                                        |
| 16                                     | 12 августа 2009                        | Бельгия                                | 3:1                                    | -                                      | Товарищеский матч                      |                                        |
| 17                                     | 10 октября 2009                        | Польша                                 | 2:0                                    | -                                      | Отборочный матч ЧМ-2010                |                                        |
| 18                                     | 14 октября 2009                        | Северная Ирландия                      | 0:0                                    | -                                      | Отборочный матч ЧМ-2010                |                                        |
| 19                                     | 11 августа 2010                        | Латвия                                 | 4:1                                    | 1                                      | Товарищеский матч                      |                                        |
| 20                                     | 7 сентября 2010                        | Литва                                  | 0:1                                    | -                                      | Отборочный матч ЧЕ-2012                |                                        |
| 21                                     | 8 октября 2010                         | Шотландия                              | 1:0                                    | -                                      | Отборочный матч ЧЕ-2012                |                                        |
| 22                                     | 12 октября 2010                        | Лихтенштейн                            | 2:0                                    | -                                      | Отборочный матч ЧЕ-2012                |                                        |
| 23                                     | 17 ноября 2010                         | Дания                                  | 0:0                                    | -                                      | Товарищеский матч                      |                                        |
| 24                                     | 9 февраля 2011                         | Хорватия                               | 2:4                                    | -                                      | Товарищеский матч                      |                                        |
| 25                                     | 25 марта 2011                          | Испания                                | 1:2                                    | -                                      | Отборочный матч ЧЕ-2012                |                                        |
| 26                                     | 29 марта 2011                          | Лихтенштейн                            | 2:0                                    | -                                      | Отборочный матч ЧЕ-2012                |                                        |
| 27                                     | 10 августа 2011                        | Норвегия                               | 0:3                                    | -                                      | Товарищеский матч                      |                                        |
| 28                                     | 6 сентября 2011                        | Украина                                | 4:0                                    | -                                      | Товарищеский матч                      |                                        |
| 29                                     | 11 октября 2011                        | Литва                                  | 4:1                                    | -                                      | Отборочный матч ЧЕ-2012                |                                        |
| 30                                     | 11 ноября 2011                         | Черногория                             | 2:0                                    | -                                      | Отборочный матч ЧЕ-2012                |                                        |
| 31                                     | 15 ноября 2011                         | Черногория                             | 1:0                                    | -                                      | Отборочный матч ЧЕ-2012                |                                        |

## Достижения
- Чемпион Чехии (2): 2003/04, 2006/07
- Обладатель Кубка Чехии (3): 2004/05, 2005/06, 2006/07
- Чемпион Дании (2): 2008/09, 2009/10